# Jamario Moon
Jamario Raman Moon (nacido el 13 de junio de 1980 en Goodwater, Alabama) es un exjugador de baloncesto estadounidense que disputó 5 temporadas en la NBA. Mide 2,04 metros, y jugaba en la posición de alero.

## Trayectoria deportiva

### Universidad
Fue muy breve su carrera universitaria, ya que solamente disputó 12 partidos con los Eagles del Meridian Community College porque posteriormente fue suspendido por su equipo. Sus promedios no obstante fueron espectaculares para un freshman: 20,8 puntos y 8,7 rebotes por partido.

### Profesional
Tras su fracaso universitario, optó por presentarse al Draft de la NBA de 2001, pero no consiguió ser elegido. Probó suerte en la liga CBA, con los Albany Patroons, con los que promedió 18,8 puntos, 7,8 rebotes y 2,4 tapones. En 2004 hizo la gira con el mítico equipo de los Harlem Globetrotters, con los que incluía en su repertorio un espectacular mate volando por encima de uno de los árbitros.
Ha jugado también en la Liga Mexicana, en el equipo de Fuerza Regia de Monterrey y en la USBL con los Gary Steelheads. El 10 de julio de 2007 firma un contrato de dos años con Toronto Raptors, alcanzando al fin el sueño de jugar en la NBA.
El 13 de febrero de 2009 fue traspasado a Miami Heat junto con Jermaine O'Neal por Shawn Marion y Marcus Banks.
El 24 de julio de 2009 firmó como agente libre con Cleveland Cavaliers. El 24 de febrero de 2011 fue traspasado a Los Angeles Clippers junto con Mo Williams a cambio de Baron Davis y una elección de primera ronda.
El 2 de marzo de 2012, Moon fichó por Los Angeles D-Fenders de la NBA D-League, y un mes después firmó con Charlotte Bobcats hasta final de temporada.
En enero de 2014, Moon firmaría con el Olympiakos de Grecia pero sería cortado en marzo. Ese mismo mes sería contratado por los Guaros de Lara de Venezuela.
Finalizada esa temporada, en noviembre de 2014, volvería a Estados Unidos para firmar con Los Angeles D-Fenders, hasta ser cortado en el mes de diciembre. 
En enero de 2015 volvería a Venezuela para volver a jugar en los Guaros. Sin embargo, en febrero de ese mismo año volvería a ser cortado.
Luego de esto, el jugador pasaría por los Indios de Mayagüez de Puerto Rico hasta recalar, en diciembre de 2017, en el Club Atlético Aguada de Uruguay hasta enero de 2018.

## Estadísticas de su carrera en la NBA

### Temporada regular
| Año     | Equipo        | PJ  | PT  | MPP  | %TC  | %3P  | %TL   | RPP | APP | ROB | TPP | PPP |
| ------- | ------------- | --- | --- | ---- | ---- | ---- | ----- | --- | --- | --- | --- | --- |
| 2007–08 | Toronto       | 78  | 75  | 27.8 | .485 | .328 | .741  | 6.2 | 1.2 | 1.0 | 1.4 | 8.5 |
| 2008–09 | Toronto       | 54  | 39  | 25.5 | .473 | .345 | .846  | 4.6 | 1.3 | 1.2 | .8  | 7.3 |
| 2008–09 | Miami         | 26  | 21  | 26.5 | .459 | .370 | .867  | 4.5 | 1.0 | .8  | .6  | 7.1 |
| 2009–10 | Cleveland     | 61  | 2   | 17.2 | .462 | .320 | .800  | 3.1 | .8  | .6  | .5  | 4.9 |
| 2010–11 | Cleveland     | 40  | 13  | 19.1 | .402 | .284 | .909  | 3.0 | 1.1 | .6  | .7  | 4.7 |
| 2010–11 | L.A. Clippers | 19  | 7   | 14.6 | .424 | .393 | .833  | 2.5 | .4  | .2  | .3  | 3.5 |
| 2011-12 | Charlotte     | 8   | 0   | 15.4 | .292 | .200 | 1.000 | 2.8 | .6  | .1  | .6  | 2.3 |
| Total   | Total         | 286 | 157 | 22.6 | .461 | .329 | .803  | 4.3 | 1.0 | .8  | .8  | 6.3 |

### Playoffs
| Año   | Equipo    | PJ | PT | MPP  | %TC   | %3P   | %TL   | RPP | APP | ROB | TPP | PPP |
| ----- | --------- | -- | -- | ---- | ----- | ----- | ----- | --- | --- | --- | --- | --- |
| 2008  | Toronto   | 5  | 3  | 20.8 | .379  | .364  | 1.000 | 4.8 | .8  | 1.2 | .6  | 5.4 |
| 2009  | Miami     | 3  | 0  | 13.3 | 1.000 | 1.000 | .000  | 3.0 | .3  | .3  | .3  | 4.0 |
| 2010  | Cleveland | 11 | 0  | 10.3 | .583  | .500  | .667  | 1.5 | .5  | .4  | .4  | 3.5 |
| Total | Total     | 19 | 3  | 13.5 | .517  | .483  | .500  | 2.6 | .5  | .6  | .5  | 4.1 |